# Swainsboro
Swainsboro è una città degli Stati Uniti d'America, situata nello Stato della Georgia e in particolare nella contea di Emanuel, della quale è il capoluogo.